# Frozen Bubble
Frozen Bubble è un videogioco libero, clone di Puzzle Bobble, disponibile per diversi sistemi operativi.
L'originale Frozen Bubble fu scritto in Perl da Guillaume Cottenceau, e usa le librerie Simple DirectMedia Layer (SDL).
Il gioco è distribuito sotto GNU General Public License.

## Modalità di gioco
Il gioco presenta 100 livelli e include un editor di livelli. Come molti giochi disponibili per GNU/Linux, le mascotte sono dei pinguini simili a Tux, che in questo gioco sparano bolle ghiacciate per formare gruppi dello stesso colore. I gruppi formati vanno mano a mano scomparendo fino a quando il giocatore non le rimuove tutte dallo schermo.
La versione 2.0 del gioco, disponibile esclusivamente per sistemi operativi GNU/Linux, permette di giocare in modalità multigiocatore online o tramite LAN.
Dal 2011 il port per Android è distribuito su F-Droid, insieme al suo editor di livelli.